# 艾莉森·珀内尔
艾莉森·珀内尔（英語：Alison Purnell，1962年—），旧姓布朗勒斯（Brownless），英国女子赛艇运动员。她曾代表英国参加世界赛艇锦标赛，获得一枚金牌和四枚银牌，均来自轻量级项目。